# Journal of Raptor Research
Journal of Raptor Research — міжнародний оглядовий науковий журнал, заснований у 1967 р., присвячений  хижим птахам, зокрема дослідженням з екології, поведінки, біології, охорони і використання хижих птахів. Щоквартальник товариства Raptor Research Foundation.
За даними Journal Citation Reports, у 2014 р. impact factor журналу становив 0,631, що відповідає 14-му місцю серед 22 журналів у категорії «орнітологія».

## Ресурси Інтернету
1. ↑  ERA 2010 journal list — Australian Research Council, 2010.
2. 1 2 3  The ISSN portal — Paris: ISSN International Centre, 2005. — ISSN 0892-1016
3. ↑  Biodiversity Heritage Library — 2006.
4. ↑  Journals Ranked by Impact: Ornithology. 2014 Journal Citation Reports. Web of Science (вид. Science). Thomson Reuters. 2015.